# Citruswolluis
De citruswolluis (Planococcus citri) is een insect uit de familie van de wolluizen (Pseudococcidae).

## Kenmerken
De vrouwtjes zijn ongevleugeld en kunnen 5 mm lang worden. De mannetjes worden niet grote dan 1 mm en zijn gevleugeld. Ze hebben geen monddelen en kunnen dus geen voedsel opnemen.

## Voortplanting
De mannetjes hebben een kort leven en in die periode gaan ze op zoek naar bewegende vrouwtjes om die te bevruchten. Sommige wolluissoorten kunnen zich ook ongeslachtelijk voortplanten (parthenogenese). Bij de citruswolluis komt alleen geslachtelijke voortplanting voor. De populatie bestaat voor 50% uit mannetjes en 50% uit vrouwtjes. Doordat de mannetjes zeer kort leven worden ze niet in grote aantallen waargenomen. Tot aan de eileg kan deze wolluis zich voortbewegen. Aan het achterlijf heeft het vrouwtje wasachtige staafjes, die als broedkamer dienen voor de eitjes. Na de eileg blijft het vrouwtje in een wasachtig omhulsel op de plant zitten.
De ontwikkeling van ei tot volwassen wolluis is bij 22 °C 46 dagen en bij 26 °C 32 dagen. Na de paring worden honderd tot zeshonderd eieren afgezet in een periode van ongeveer één tot twee weken.

## Verspreiding en leefgebied
De citruswolluis komt wereldwijd voor en heeft zeer veel waardplanten.

## Schade aan planten
Dit insect vormt een bedreiging voor de teelt van koffie, sojabonen en guave. Ze hechten zich vast aan de wortels en stengels van de plant. Het insect veroorzaakt ook schade in fruitbomen en veel siergewassen, maar ook in komkommer, meloen en aubergine. Ze zitten vaak op de groeipunten en in de oksels van de planten. Roofwantsen, gaasvliegen en sluipwespen zijn hun natuurlijke vijanden.